# Elvis Ribarič
Elvis Ribarič, slovenski nogometaš, * 21. maj 1972.
Ribarič je celotno kariero igral v slovenski ligi za klube Koper, Gorica in Primorje. Skupno je v prvi slovenski ligi odigral 323 prvenstvenih tekem in dosegel deset golov. 
Za slovensko reprezentanco je nastopil 28. aprila 1999 na prijateljski tekmi proti finski reprezentanci.